# HMS Remus (28)
HMS Remus (28) var en jagare i svenska flottan. Remus och systerfartyget HMS Romulus köptes in från Italien år 1940. Hon sjösattes i Italien den 22 mars 1934 för italienska marinen som eskortjagare av Spica-klass med namnet Astore. Hon köptes av Sverige 1940 som då också bytte namn på fartyget. Remus var en väsentlig förstärkning till det svenska försvaret som var dåligt rustat vid tiden. Under pågående inköpsresa från Italien anfölls Frankrike och Norge av Tyskland, vilket skapade dramatik då konvojen beslagtogs av Storbritannien. Se Psilanderaffären.